# Manas-Bastanous
 Manas-Bastanous  (en occitano Manàs e Bastanós) es una población y comuna francesa, ubicada en la región de Mediodía-Pirineos, departamento de Gers, en el distrito de Mirande y cantón de Miélan.

## Demografía
| 142 | 139 | 137 | 125 | 122 | 105 |
| Para los censos de 1962 a 1999 la población legal corresponde a la población sin duplicidades (Fuente: INSEE [Consultar]) |     |     |     |     |     |